# Кузобъю
Кузобъю (Кузьобъю; устар. Кузоб-Ю) — река в России, течёт по территории Корткеросского района и Усть-Куломского района Республики Коми. Образуется слиянием рек Вой-Кузоб и Лункузобъю на высоте 110 м над уровнем моря. Устье реки находится в 618 км по правому берегу реки Вычегды. Длина реки составляет 49 км.

## Притоки
- 12 км: Ыджыдсаваёль
- 18 км: Ыджыдъёль
- 41 км: Пескиша
- 49 км: Вой-Кузоб
- 49 км: Лункузобъю

## Данные водного реестра
По данным государственного водного реестра России относится к Двинско-Печорскому бассейновому округу, водохозяйственный участок реки — Вычегда от истока до города Сыктывкар, речной подбассейн реки — Вычегда. Речной бассейн реки — Северная Двина.
Код объекта в государственном водном реестре — 03020200112103000016262.